# Campeonato Pernambucano de Futebol de 2019 – Série A1
O Campeonato Pernambucano de Futebol de 2019 será a 105ª edição do torneiro realizado no estado de Pernambuco e organizado pela Federação Pernambucana de Futebol. O campeonato contará com a participação de 10 equipes.